# Serpentine Gallery
Serpentine Galleries es un conjunto de galerías de arte moderno y contemporáneo en  Kensington Gardens, Westminster, Londres. El complejo se divide en Serpentine South (anteriormente Serpentine Gallery) y Serpentine North (anteriormente Sackler Gallery).
Desde 1991, la galería se encuentra bajo la direccióbn de Julia Peyton-Jones. En 2006, Hans Ulrich Obrist fue nombrado codirector de Exposiciones y Programas y Director Internacional de Proyectos.

## Serpentine South
Serpentine South (ex Serpentine Gallery), fue inaugurada en 1970, en una antigua casa de té construida en 1933–34 por el arquitecto galés James Grey West junto al lago Serpentine, del que recibe su nombre. Entre los artistas expositores se encuentran Jean-Michel Basquiat, Man Ray, Andy Warhol, Jeff Koons, Damien Hirst, Anish Kapoor y Marina Abramović, entre otros.

## Serpentine North
En 2013, un antiguo depósito de pólvora de 1805 fue inaugurado al público bajo el nombre Serpentine Sackler Gallery, renombrado Serpentine North en 2021. El edificio, que incluye una extensión proyectada por Zaha Hadid Architects, consiste en 900 m2 de espacios de galerías, restaurante, tienda y espacio social.

## Pabellones

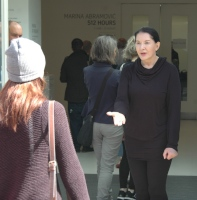
Marina Abramović on "512 Hours" project (2014)

Desde el año 2000, cada verano la Serpentine Gallery selecciona a un equipo de arquitectos para diseñar un pabellón en los jardines. Los arquitectos elegidos provienen de equipos internacionales que no han construido un edificio en Inglaterra al momento de la convocatoria.
Los pabellones se completan en seis meses y permanecen abiertos cinco meses, en los que se desarrollan programas culturales como proyecciones de películas y charlas.
- 2000 – Zaha Hadid
- 2001 – Daniel Libeskind
- 2002 – Toyō Itō[5]
- 2003 – Oscar Niemeyer
- 2004 – MVRDV, no construido
- 2005 – Álvaro Siza y Eduardo Souto de Moura
- 2006 – Rem Koolhaas, en colaboración con Cecil Balmond de la consultoría Arup.[6]
- 2007 – Pre-pabellón obra de Zaha Hadid y Patrik Schumacher; y pabellón de Olafur Eliasson y Kjetil thorsen
- 2008 – Frank Gehry
- 2009 – SANAA [7]
- 2010 – Jean Nouvel, con la colaboración de Cecil Balmond de la consultoría de ingeniería Arup [8]
- 2011 – Peter Zumthor y Piet Oudolf [9]
- 2012 – Herzog & de Meuron en colaboración con el artista Ai Weiwei.[10]
- 2013 – Sou Fujimoto [11]
- 2014 – Smiljan Radic Clarke [12]
- 2015 – SelgasCano [13]
- 2016 – BIG [14]
- 2017 – Diébédo Francis Kéré[15]
- 2018 – Frida Escobedo[16]
- 2019 – Junya Ishigami[17]
- 2021 – Sumayya Vally (Counterspace) [18]
- 2022 – Theaster Gates[19]
- 2023 – Lina Ghotmeh[20]
- 2024 – Minsuk Cho (Mass Studies)[21]
- 2025 – Marina Tabassum[22]

## Galería

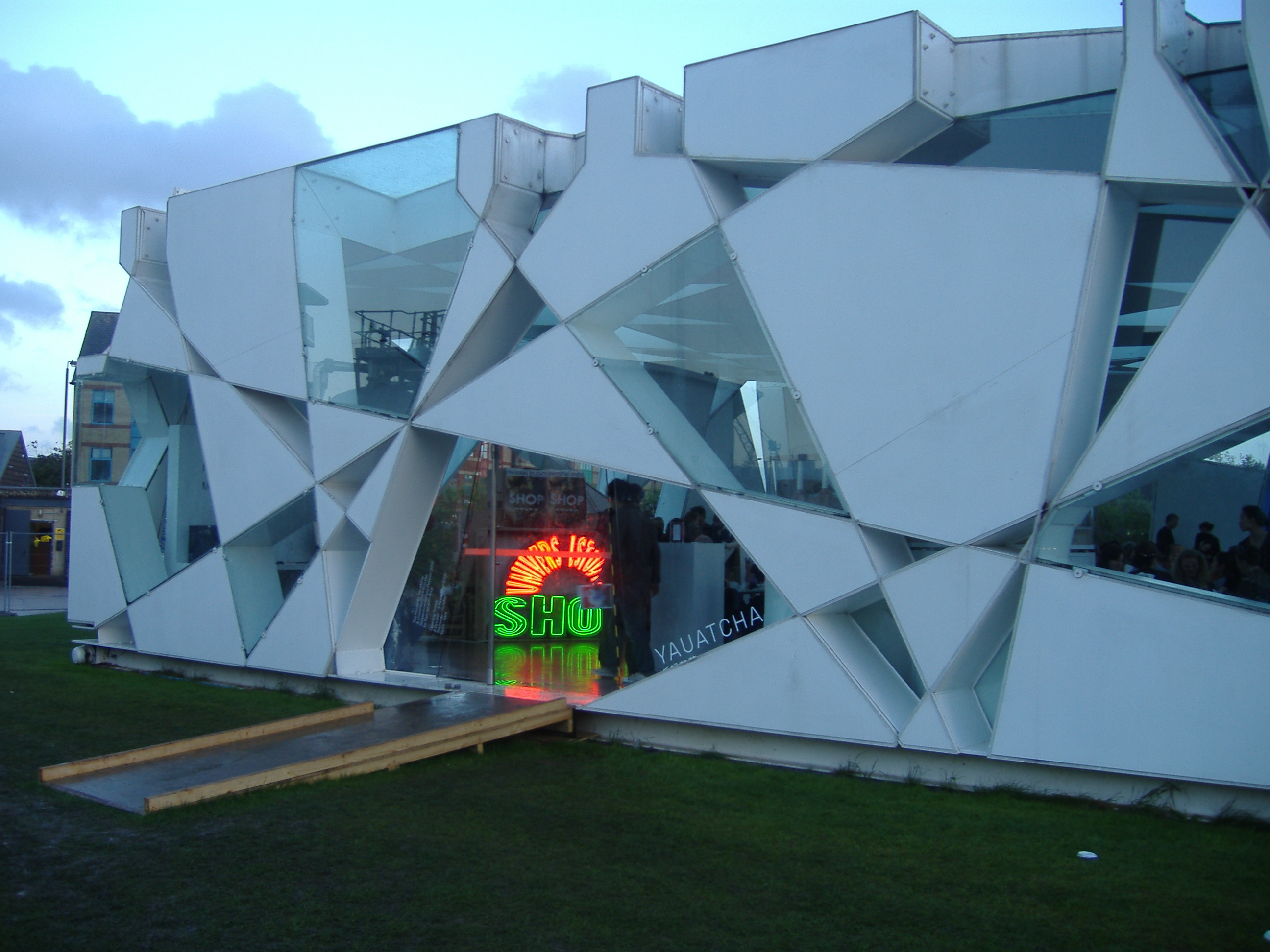
Toyō Itō (2002)
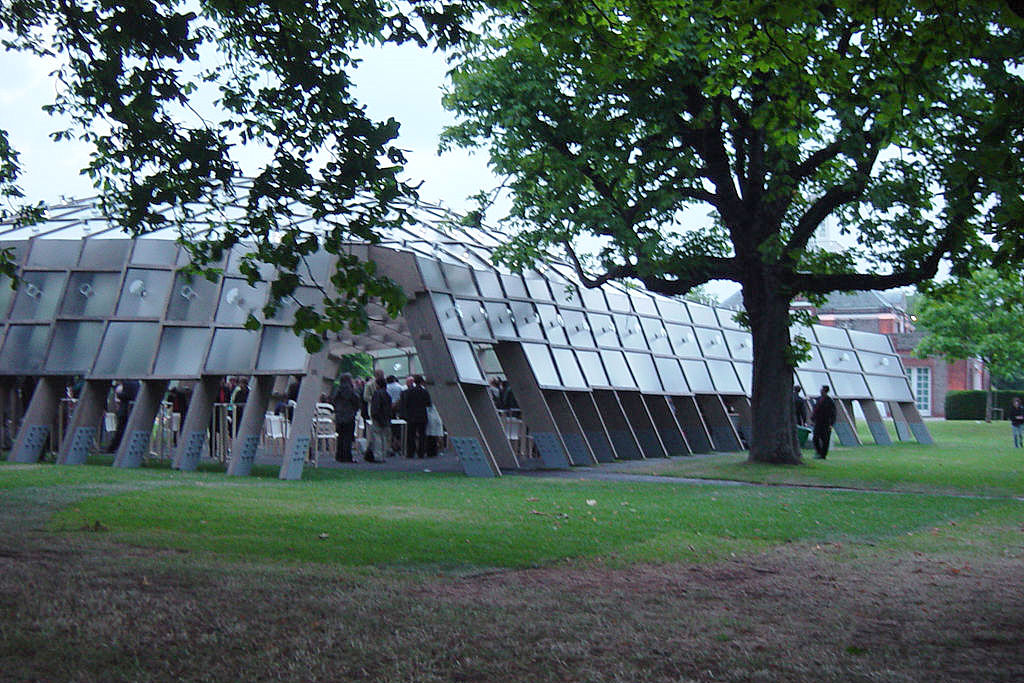
Álvaro Siza y Eduardo Souto de Moura (2005)
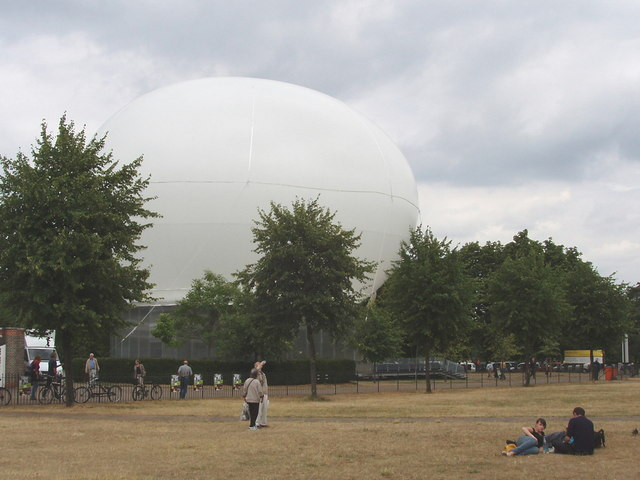
Rem Koolhaas (2006)
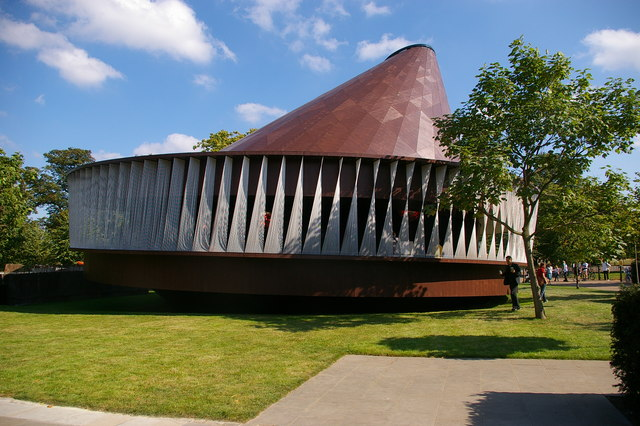
Olafur Eliasson (2007)
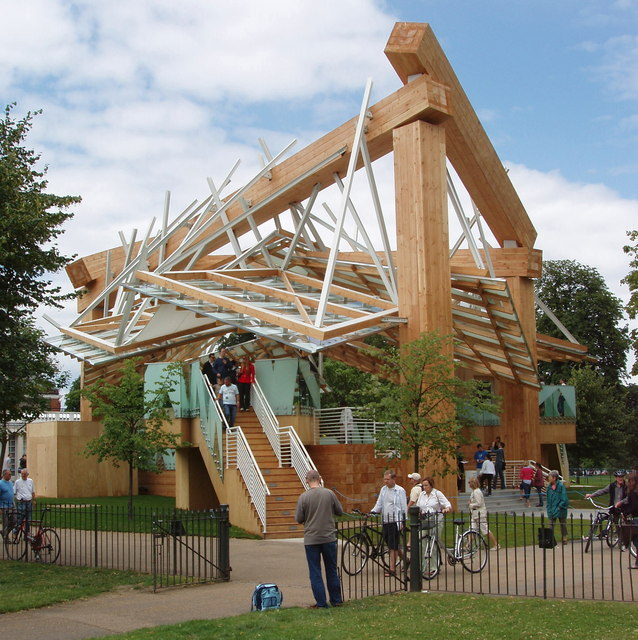
Frank Gehry (2008)
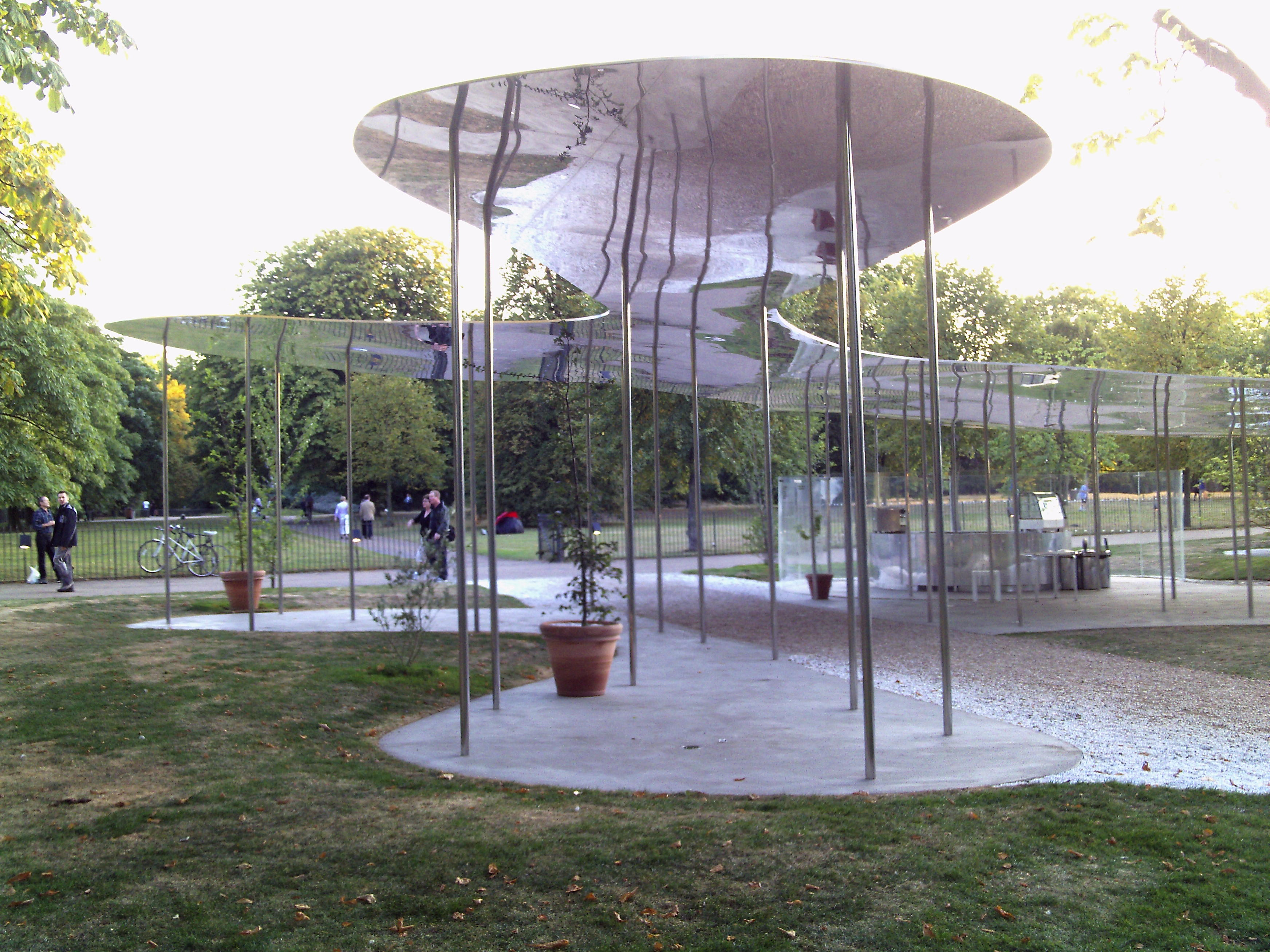
SANAA (2009)
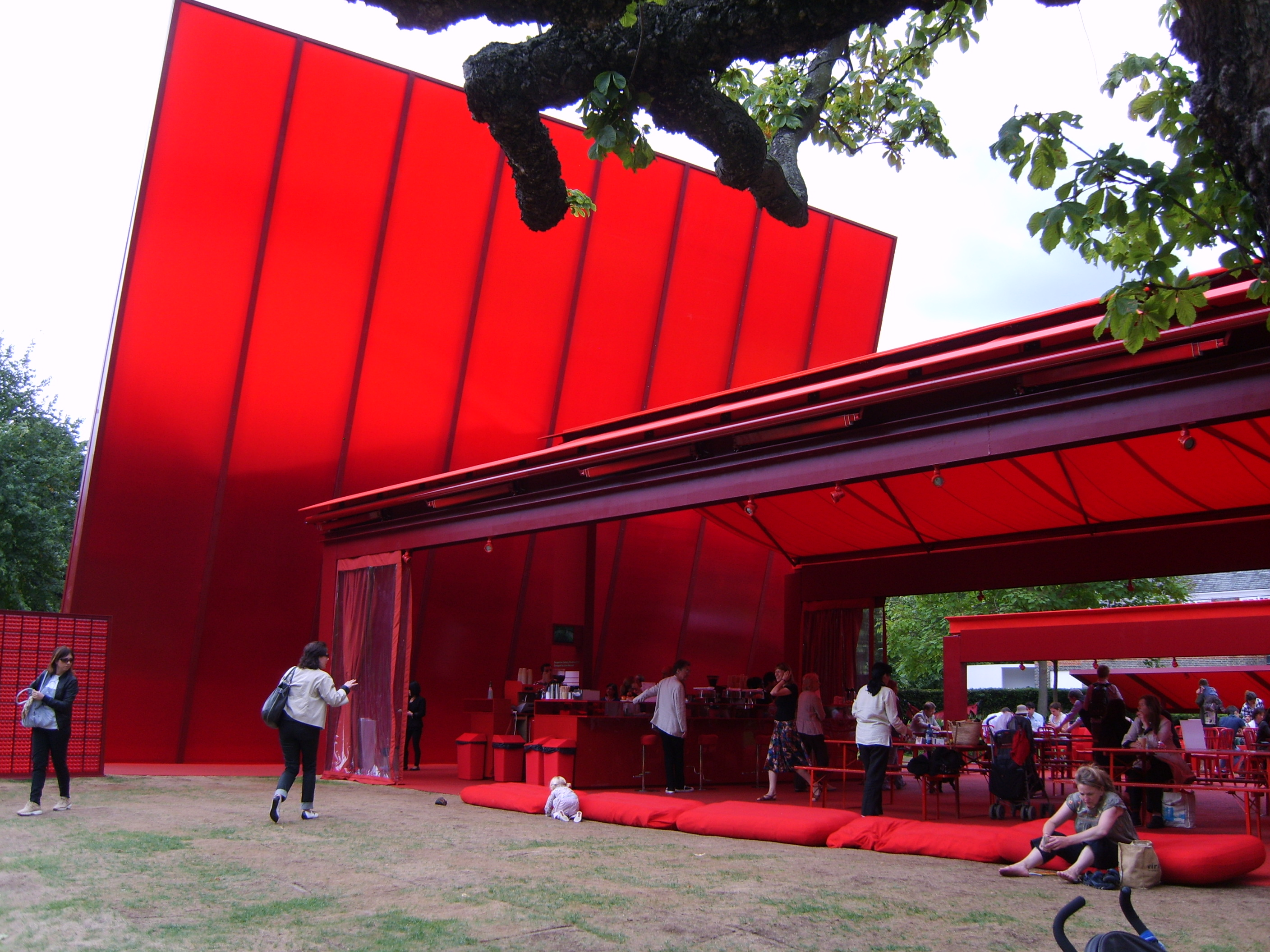
Jean Nouvel (2010)
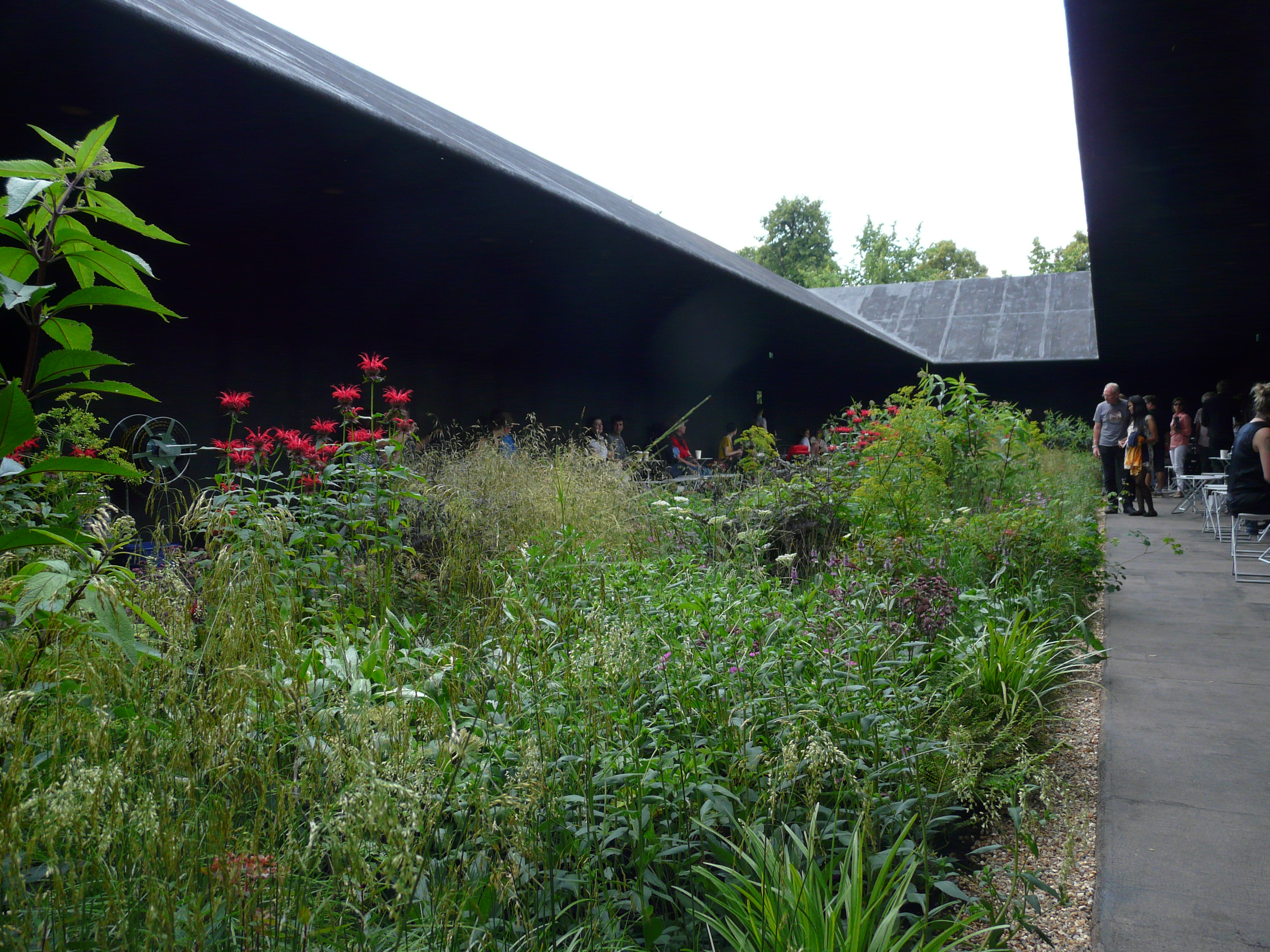
Peter Zumthor (2011)
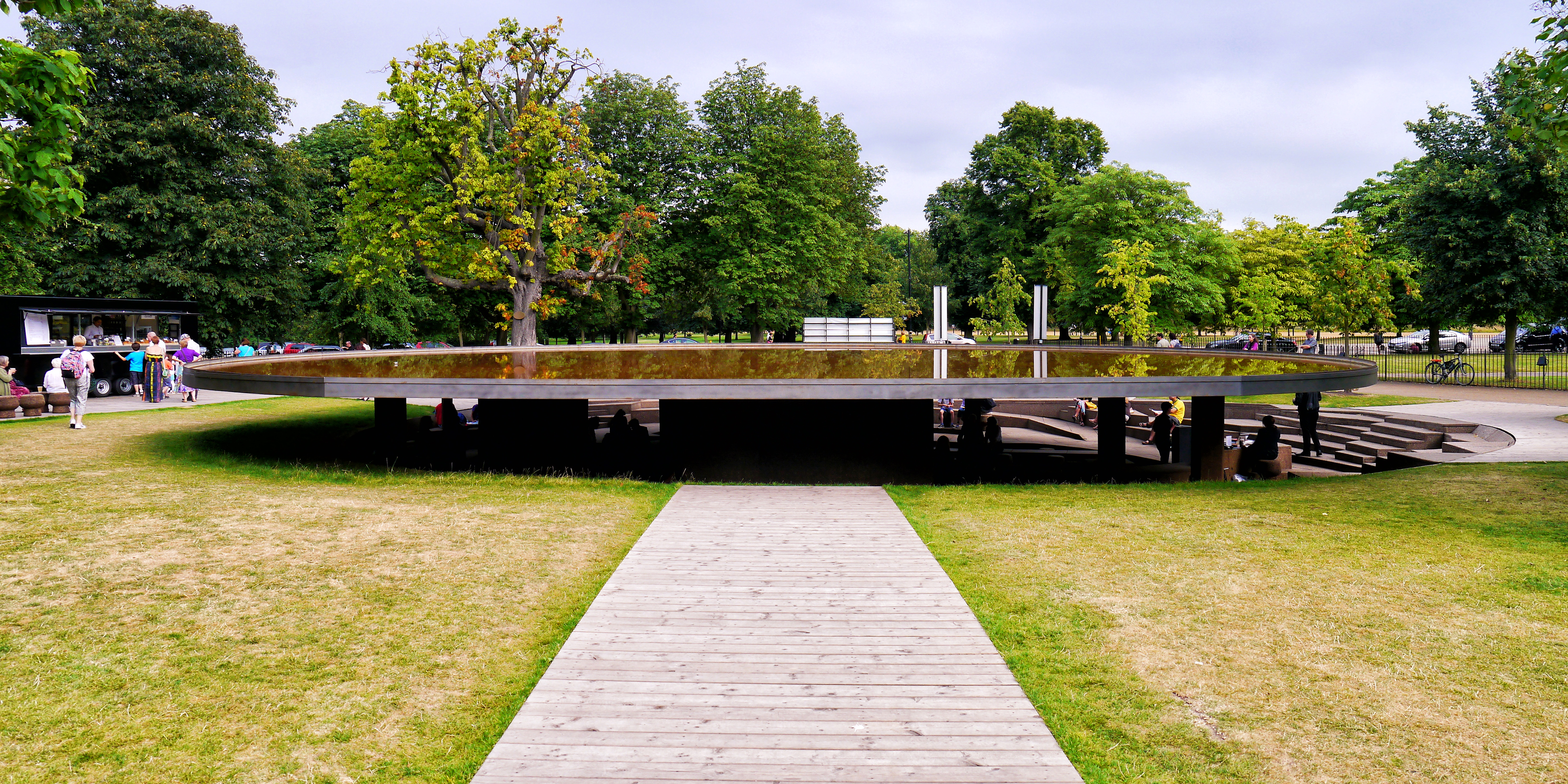
Herzog & de Meuron (2012)
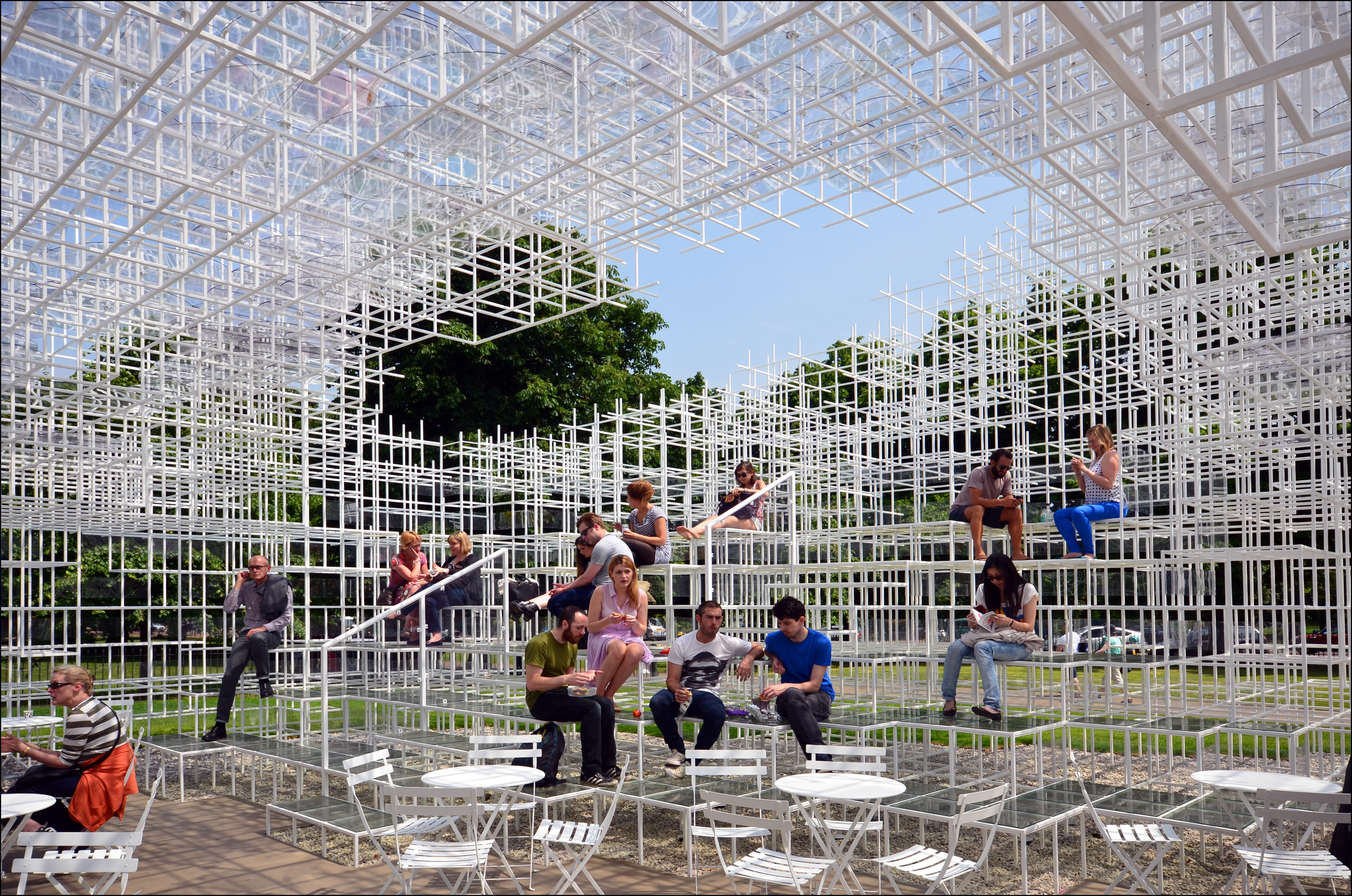
Sou Fujimoto (2013)
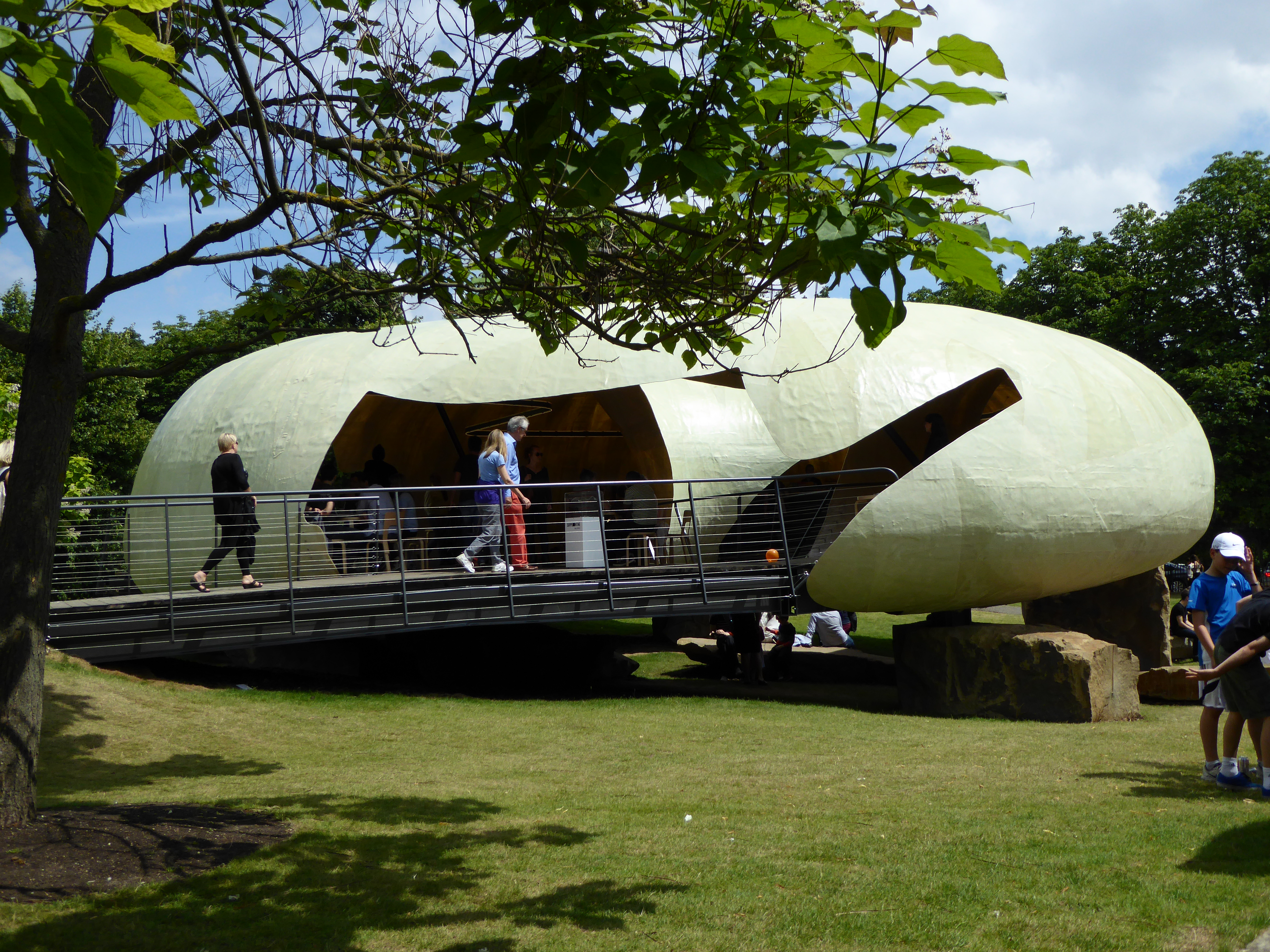
Smiljan Radic Clarke (2014)
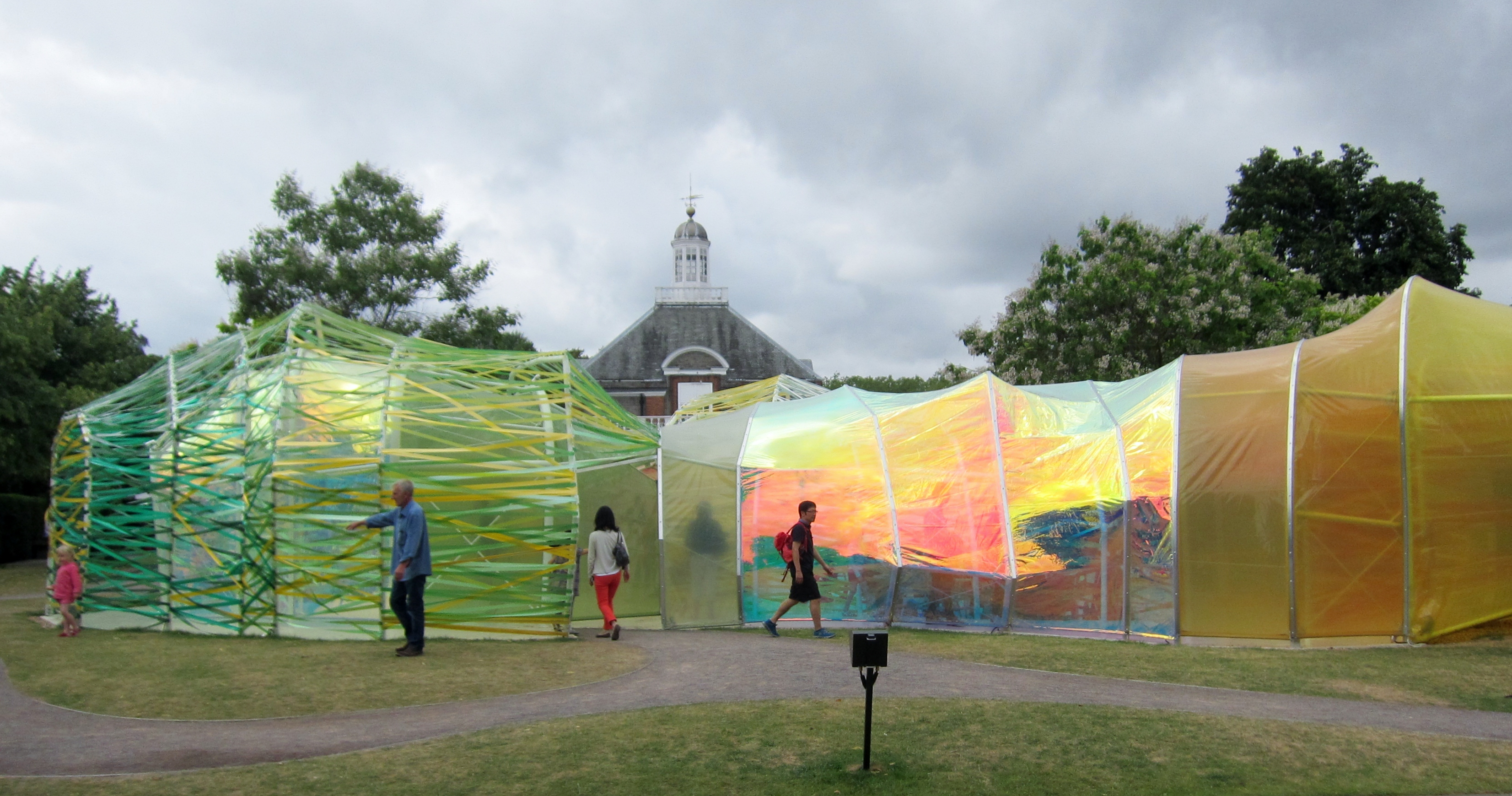
SelgasCano (2015)
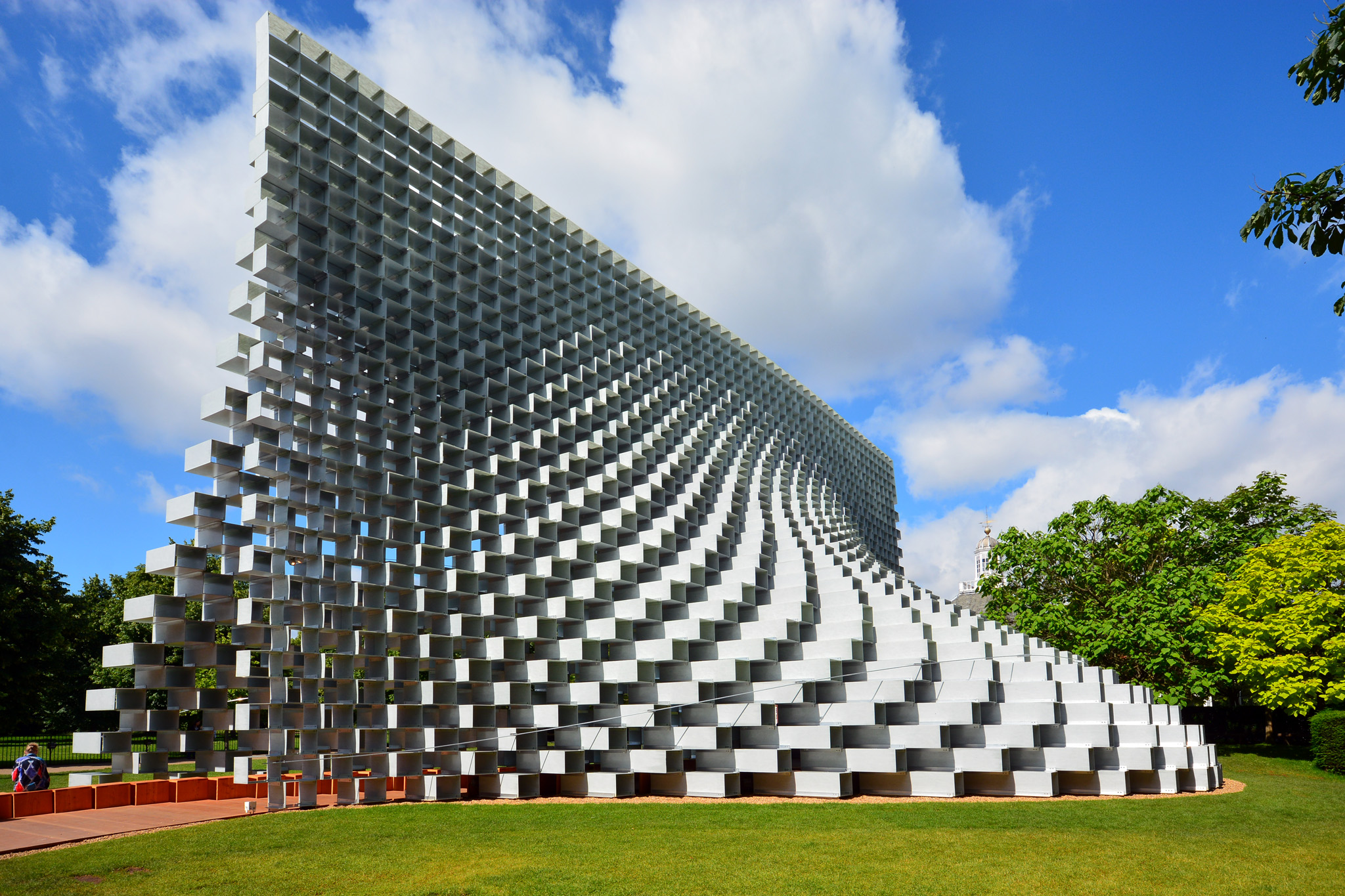
Bjarke Ingels Group (2016)
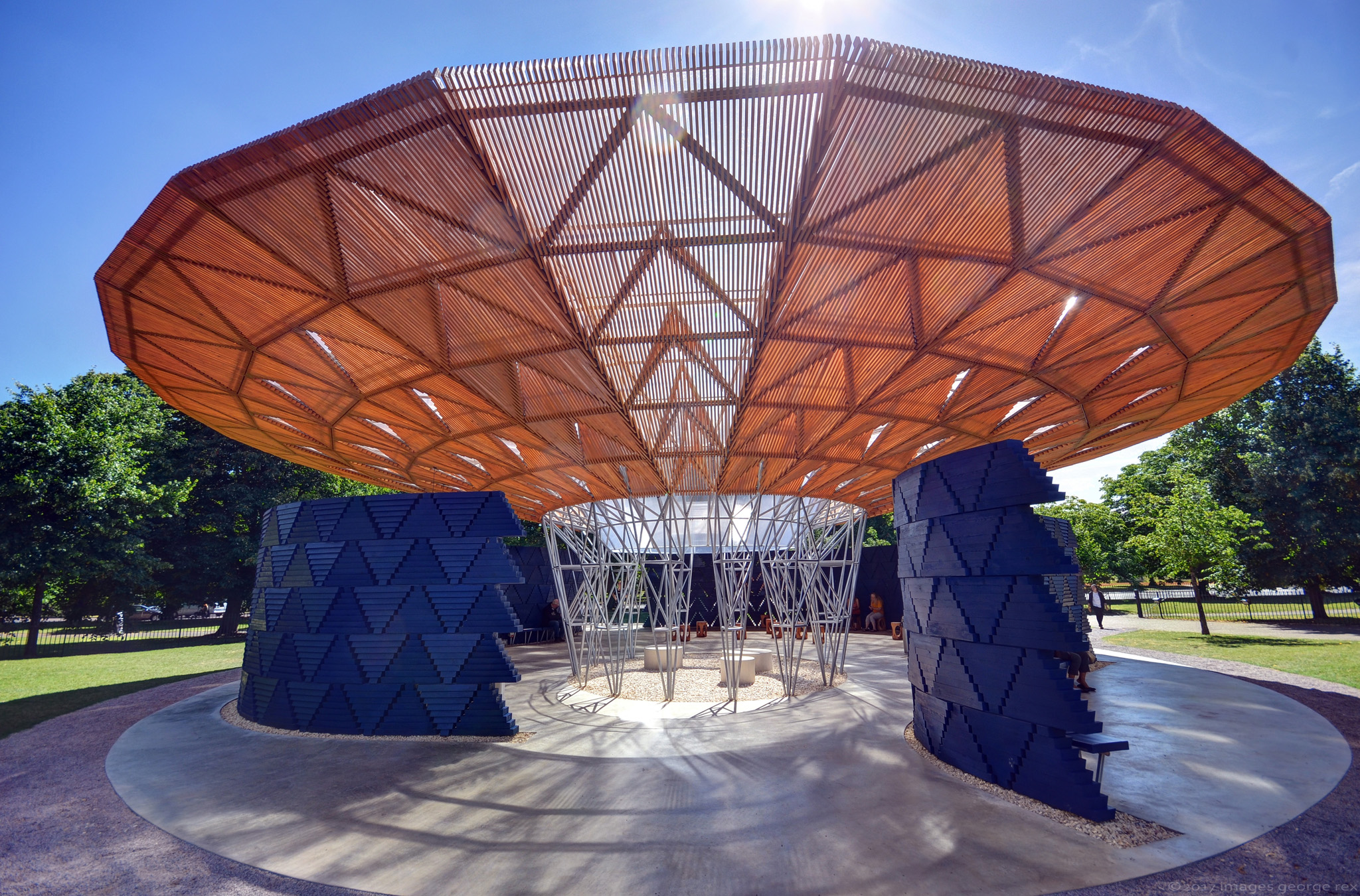
Diébédo Francis Kéré (2017)
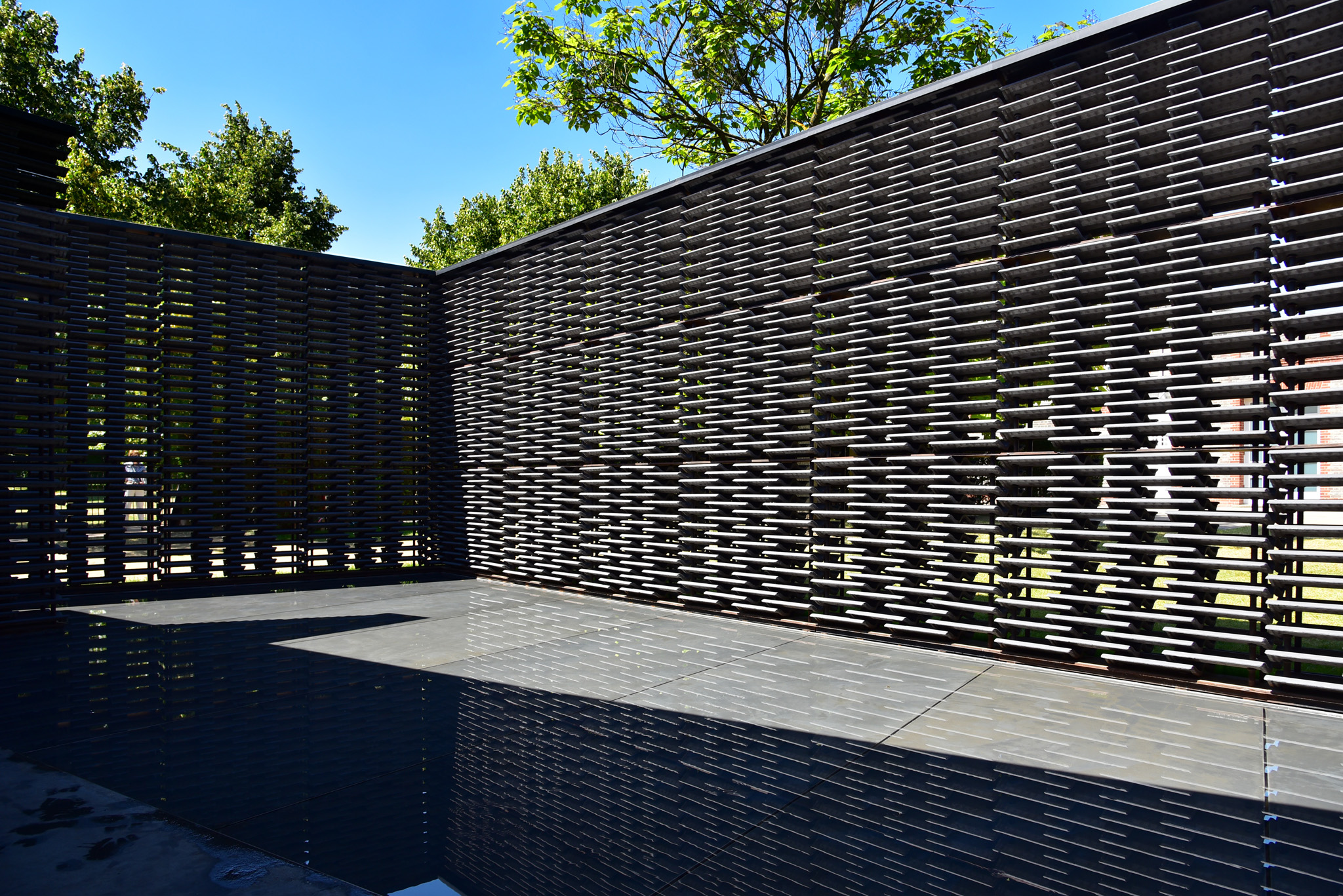
Frida Escobedo (2018)
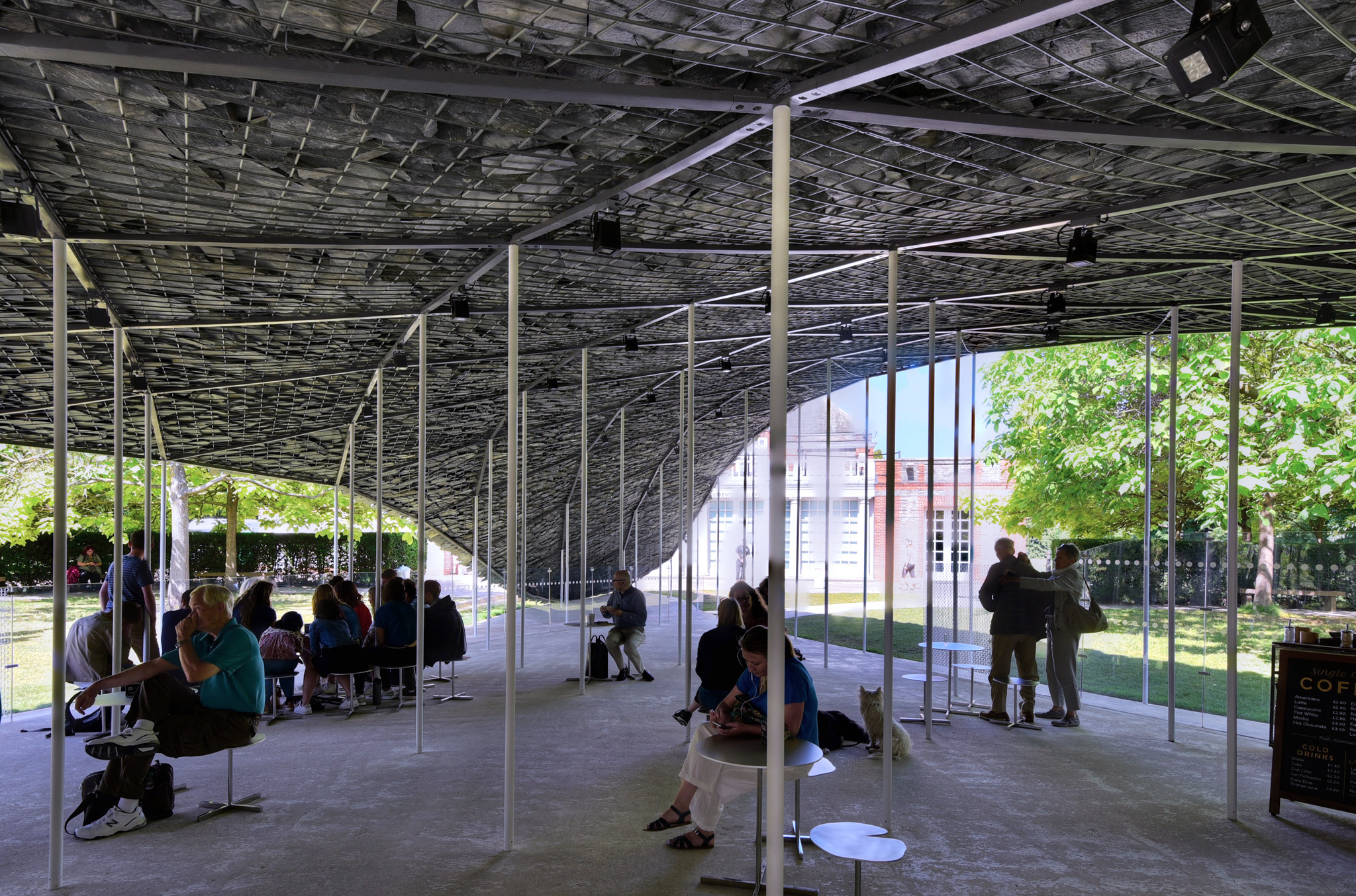
Junya Ishigami (2019)
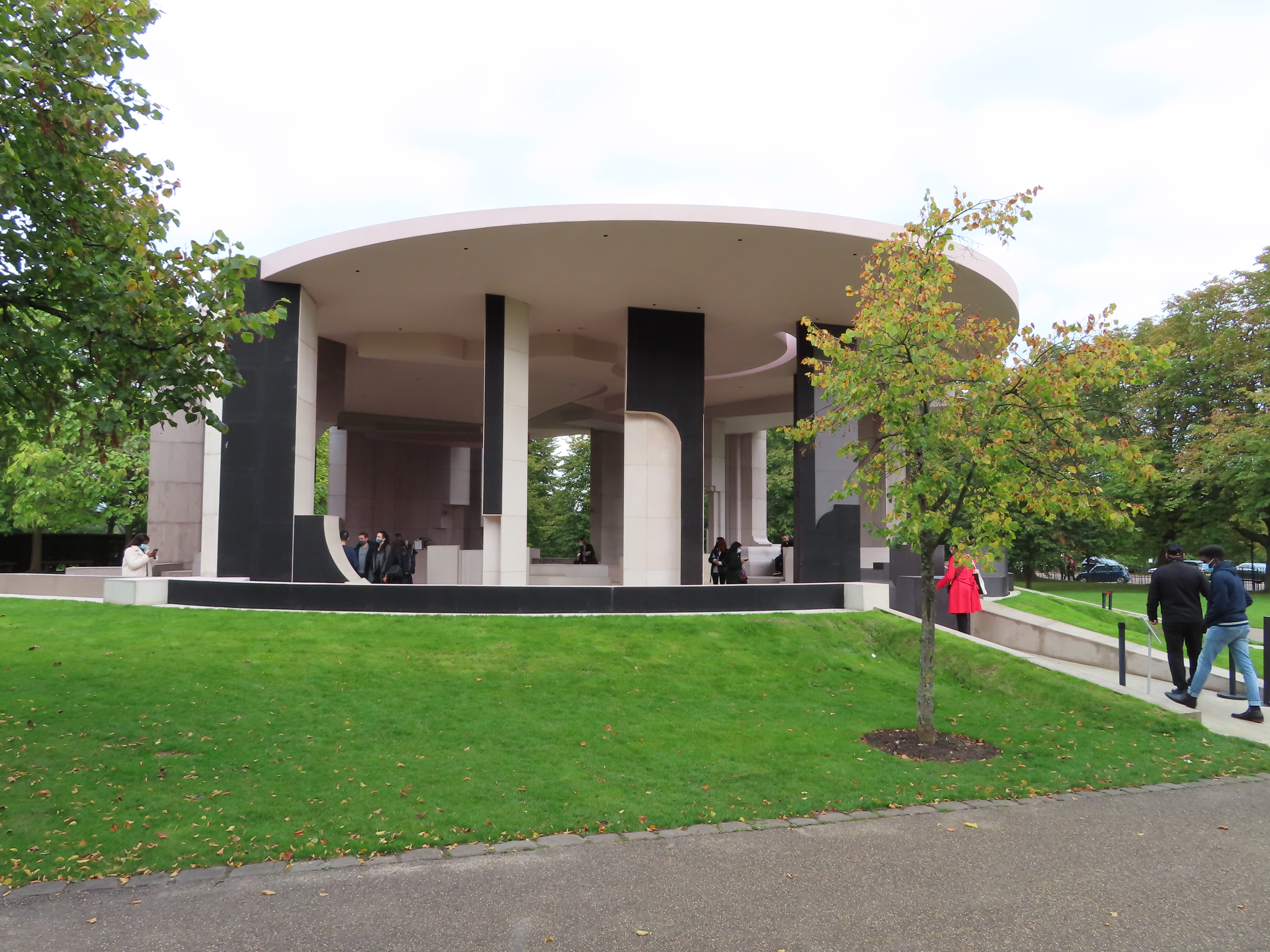
Sumayya Vally (2021)
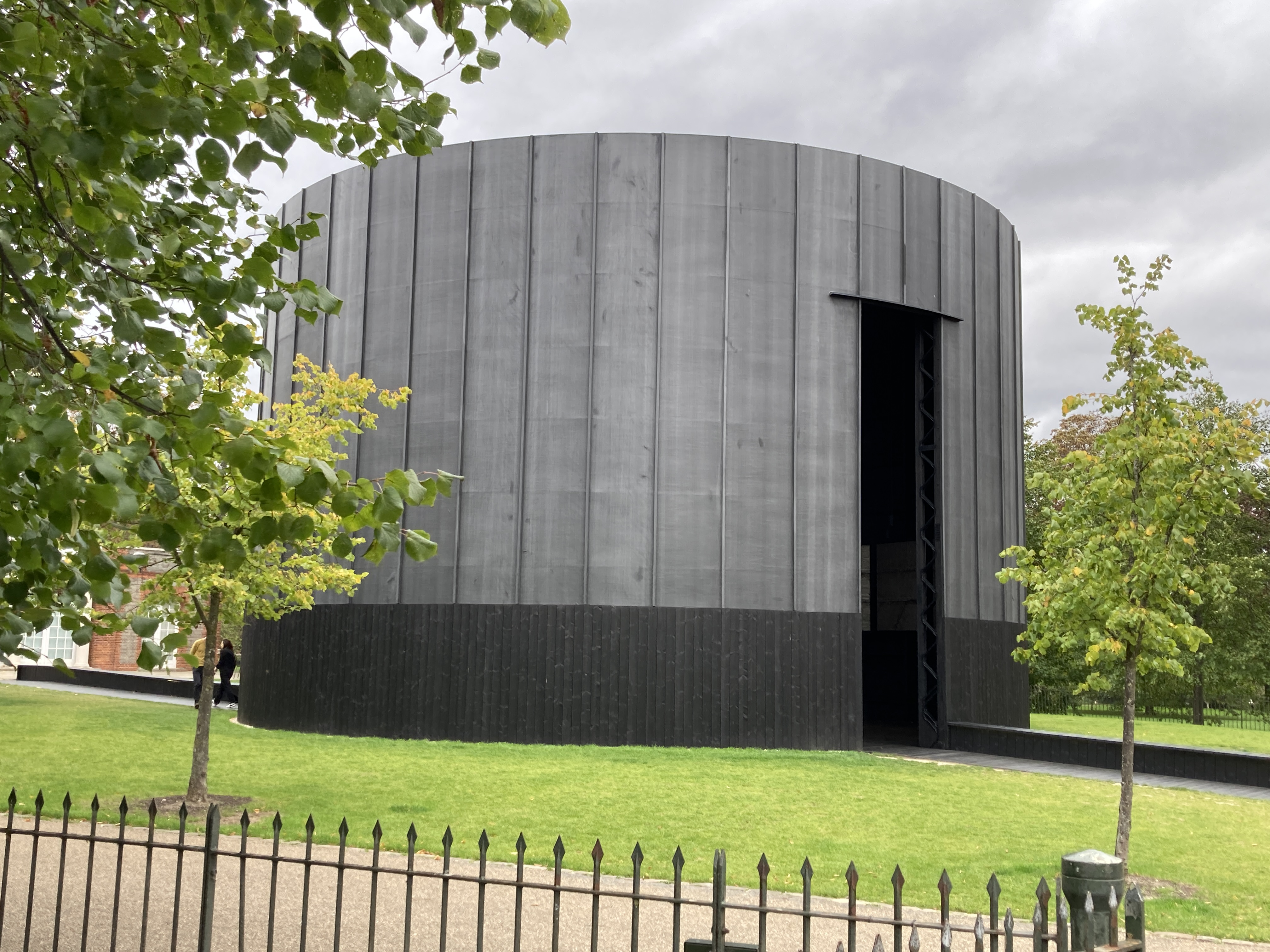
Theaster Gates (2022)
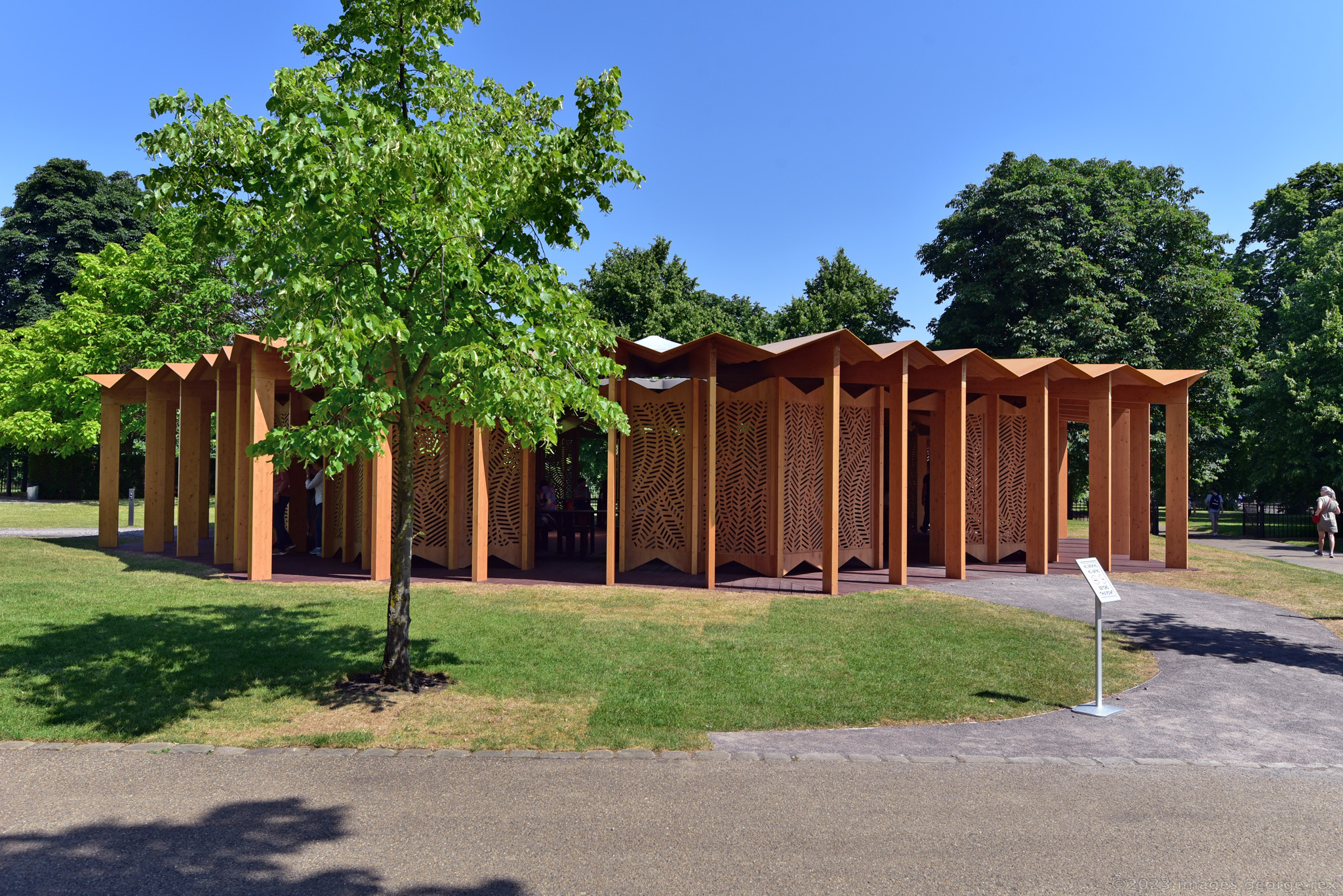
Lina Ghotmeh (2023)
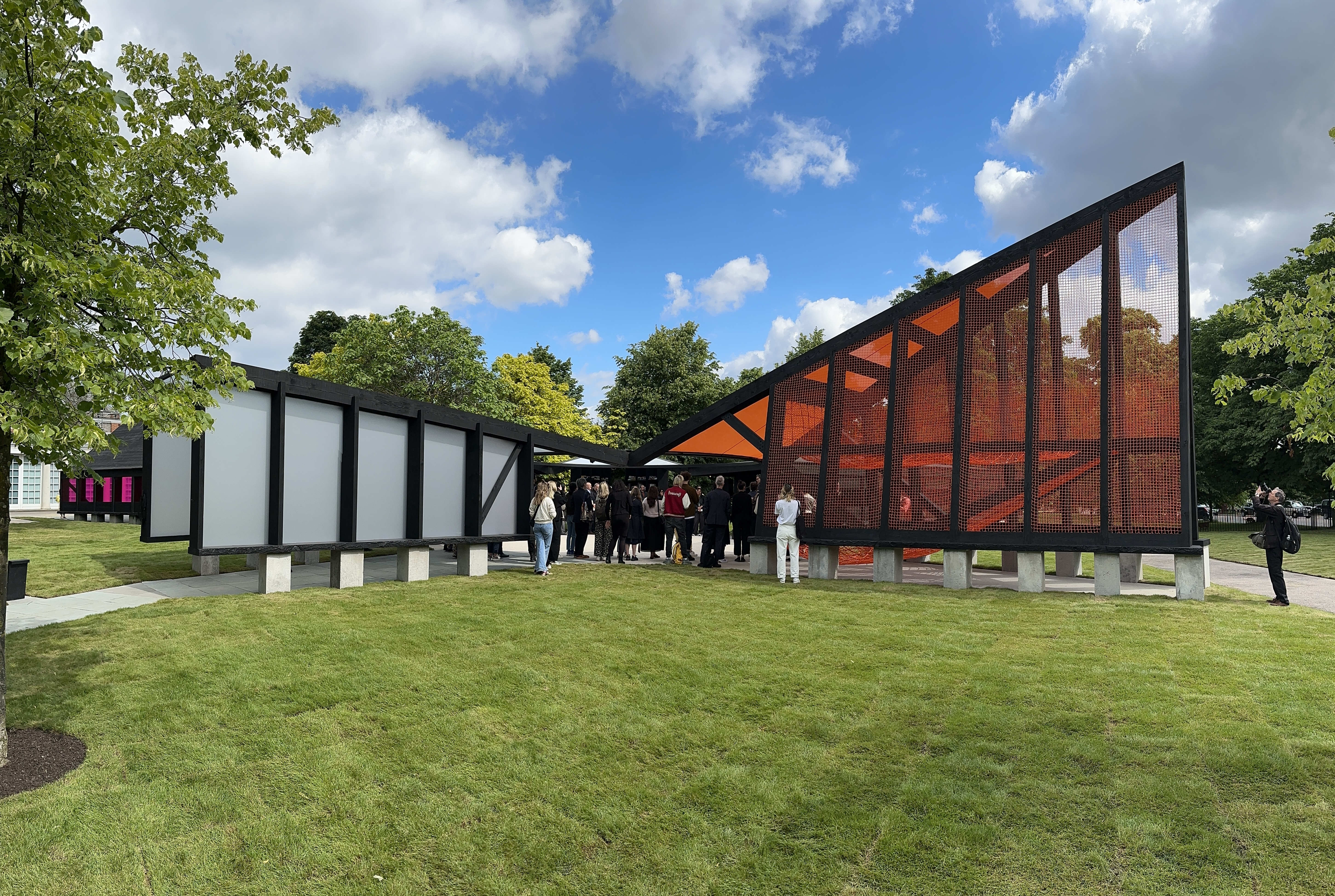
Minsuk Cho (2024)
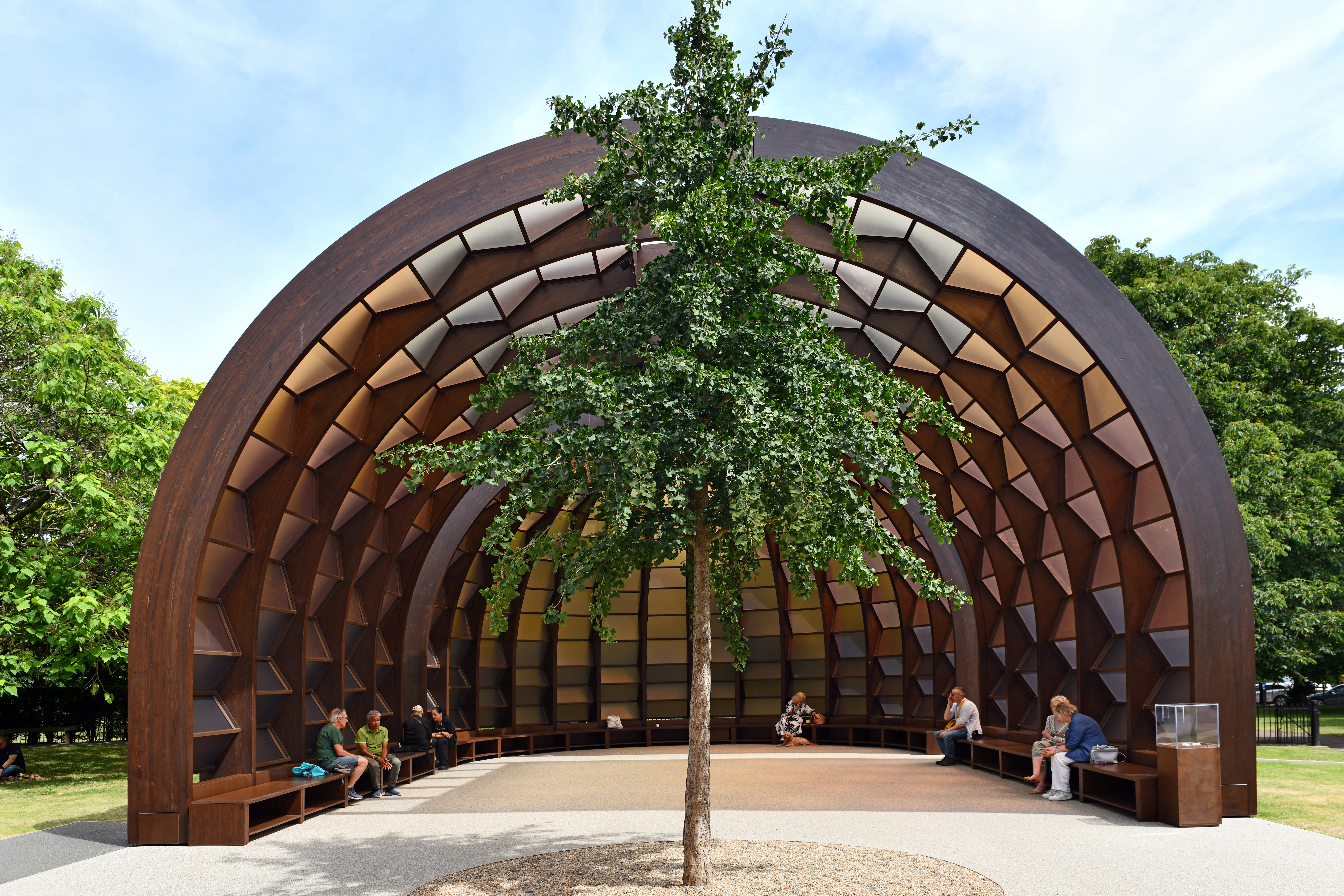
Marina Tabassum (2025)